# Orientare (sport)

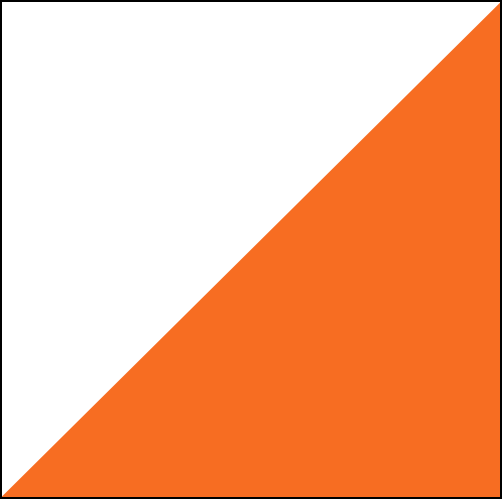
Simbolul internaţional pentru Orientare Sportivă

Orientarea este o familie de sporturi unde concurenții, folosind harta și busola, trebuie să se deplaseze într-un mediu necunoscut (de obicei pădure) de la un post la altul, pentru a parcurge cât mai repede traseul de orientare.
Cea mai veche și cea mai populară este orientarea în alergare. Pentru acest articol, orientarea în alergare servește ca punct de referință în descrierea tuturor sporturilor de orientare.
Orientarea este sportul ce constă în parcurgerea unui traseu, într-un teren necunoscut, materializat printr-o succesiune de posturi de control ce trebuiesc atinse; sportivul alege ruta între posturile de control, cu ajutorul hărții și al busolei, trebuie să se orienteze și să ia decizii rapide în timp ce se deplasează cu o viteză mare.
Performanța se stabilește prin evaluarea timpului în care sportivul parcurge traseul și atingerea tuturor posturilor de control din traseu, în ordinea stabilită de către organizator. Câștigătorul este desemnat dintre sportivii care realizează cel mai mic timp pe traseul de concurs.
Orientarea este un sport în care se îmbină atât calitățile fizice, cât și cele intelectuale. Este un sport care implică cheltuieli reduse de organizare a competițiilor cât și pentru participare la acestea, fiind potrivit pentru ambele sexe și pentru toate vârstele.

## Clasificare
Concursurile de orientare sportivă se clasifică după:
- modul de deplasare: în alergare, pe schiuri, pe bicicletă, călare, pe apă etc (în funcție de sportul de orientare)
- timpul de desfășurare: de zi (pe lumină), de noapte (pe întuneric).
- tipul probelor: individual (sportivii concurează independent), ștafetă (doi sau mai mulți membri ai echipei aleargă consecutiv curse individuale), echipă (doi sau mai mulți sportivi concurează individulal, rezultatul cumulându-se).
- modul în care se determină rezultatele: concursuri cu o singură etapă (rezultatul etapei este rezultatul final), concursuri cu mai multe etape (rezultatul cumulat a două sau mai multor etape reprezintă rezultatul final), concursuri de calificare (rezultatul obținut reprezintă criteriul de participare într-o etapă următoare sau finală).
- ordinea în care sunt atinse posturile de control: în ordine specificată (ordinea este impusă de organizator), în ordine nespecificată (concurentul este liber să aleagă singur ordinea)
- lungimea traseului: distanță lungă, distanță medie, distanță scurtă, semimaraton, altă distanță.

## Scurt istoric
Orientarea sportivă a luat naștere în jurul anului 1850 în mediile militare scandinave, care o foloseau ca mijloc de pregătire.
- La 13 mai 1897 în apropiere de Bergen, Norvegia a avut loc primul „Concurs sportiv de Orientare”, iar un an mai târziu, la Oslo, are loc prima competiție de Orientare-Schi
- În 1904 cu ocazia concursului de la Helsingfors, Suedia, Orientarea este recunoscută ca  o disciplină sportivă civilă
- Pe 25 martie 1919 are loc „Concursul de la Stockolm”, prima competiție oficială, care a reunit peste 200 de concurenți, împărțiți în trei categorii
- În 1932 are loc prima competiție internațională, între Norvegia și Suedia, urmată de primele concursuri și campionate în Elveția, Finlanda, U.R.S.S., iar după cel de-al doilea război mondial în S.U.A., Canada, Marea Britanie, Belgia, Brazilia, Australia, Spania, Franța
- În 1949 Orientarea-Schi este recunoscută ca disciplină sportivă de către Comitetul Olimpic Internațional
- Federația Internațională de Orientare a fost înființată la 20 mai 1961, la Congresul desfășurat la Copenhaga cu 10 membri fondatori, numărul acestora crescând an de an, în prezent cuprinzând un număr total de 72 de membri de pe toate continentele.
- În 1962 s-a desfășurat primul Campionat European de Orientare, în Norvegia, iar în 1966 primul Campionat Mondial de Orientare, în Finlanda.
- În 1975 se organizează primul Campionat Mondial de Orientare-Schi
- Ramura sportivă  Orientare este recunoscută în 20 iunie 1977 la sesiunea a 79-a a Comitetul Internațional Olimpic (C.I.O.), desfășurată la Praga când s-a hotărât ca începând cu anul 1984, Orientarea să fie acceptată ca unul din sporturile care pot fi introduse în programul Jocurilor Olimpice de către organizatori.
- Prima ediție a Cupei Mondiale de Orientare în Alergare, se organizează în anul 1986, iar în 1987 se organizează prima ediție a Cupei Mondiale de Orientare-Schi.[2]

## Sporturi de orientare

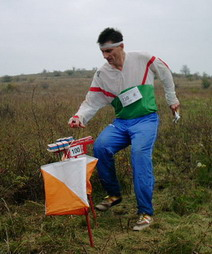
Orientare în alergare la un post de control

- Orientare în alergare: constă în parcurgerea într-un teren necunoscut a unui traseu alcătuit dintr-o succesiune de posturi de control. Trebuie alese rutele (nemarcate) între posturile de control cu ajutorul hărții și a busolei și se parcurge traseul într-un timp cât mai scurt, atingând toate posturile în ordinea dată; harta conține informații detaliate asupra terenului (relieful, planimetria, vegetația, vizibilitatea, etc); se aleargă pe teren accidentat, foarte varait, indiferent de condițiile meteo.
- Orientare pe bicicletă (orientare mountain biking):  este practicarea orientării împreună cu mountain biking; alegerea rutelor, memorarea hărții și abilitatea de a se descurca cu bicicleta pe pante abrupte este o cerință obligatorie
- Orientare pe schiuri (orientare-schi):  sunt necesare abilitățile de orientare și îndemânare de a schia; pentru orientarea în terenul de concurs și alegerea rutei, concurentul utilizează harta și busola iar deplasarea se efectuează pe schiuri.[3]
- Orientare pentru persoane cu handicap (în scaun cu rotile pentru persoanele cu dizabilități): orientarea pe pistă specială pentru persoanele cu handicapuri psiho – motorii.
- Orientarea radio (numită și „vânătoare de vulpi”)
- Orientare călare
- Orientare la deplasarea cu autovehicule
- Orientare în labirint (microorientare)
- Orientare în canoe
- Rogaining (orientarea pe distante foarte lungi, originară din Australia)
- Adventure racing (combinație de mai multe discipline într-o singură cursă)
- Maraton montan (orientarea unde unghiul de urcare este un element de dificultate în plus)

## Organizații care guvernează Orientarea Sportivă

### Sporturi de orientare aflate sub egida IOF
- La nivel internațional, Federația Internațională de Orientare (IOF) stabilește regulile și ghidează modul de desfășurare a competițiilor pentru patru sporturi de orientare: orientarea în alergare, orientarea pe bicicletă, orientarea pe schiuri și orientarea în scaun cu rotile.[4] Această organizație are sediul în Finlanda[5] și începând cu anul 1977 a fost recunoscută de Comitetul Olimpic Internațional.[6]
- La nivel național, pentru majoritatea țărilor reprezentate în acest sport există organizații care guvernează. Aceste organizații stabilesc regulile de desfășurare a competițiilor în țările respective. De exemplu, există Federația Română de Orientare și Federația de Orientare Sportivă din Republica Moldova.
- La nivel local, cluburile sunt cele care pregătesc sportivii și organizează concursurile.

### Sporturi de orientare aflate sub egida IARU
- La nivel internațional, Uniunea Internațională a Radioamatorilor guvernează sportul „Orientare Radio”
- La nivel național, în România există Federația Română de Radioamatorism.
- La nivel local, cluburile de radioamatori.

Alte evenimente sportive internaționale anuale includ Campionate Mondiale de seniori, Campionate Mondiale de tineret și veterani, Cupa Mondială.
Campionate regionale se desfășoară în 5 zone geografice: Europa (Campionatul European – seniori și juniori), Asia, America de Nord, America de Sud și Oceania. De asemenea orientarea este cuprinsă în programul Jocurile Mondiale și Jocurile Mondiale ale Veteranilor. 

Federația Internațională a Sportului Universitar (FISU) organizează Campionate Mondiale Universitare la fiecare 2 ani.
Consiliul Internațional al Sportului Militar (CISM) organizează anual Campionatul Mondial Militar de orientare în alergare, iar orientarea-schi a fost inclusă în programul Jocurilor Mondiale Militare de Iarnă și de Vară.

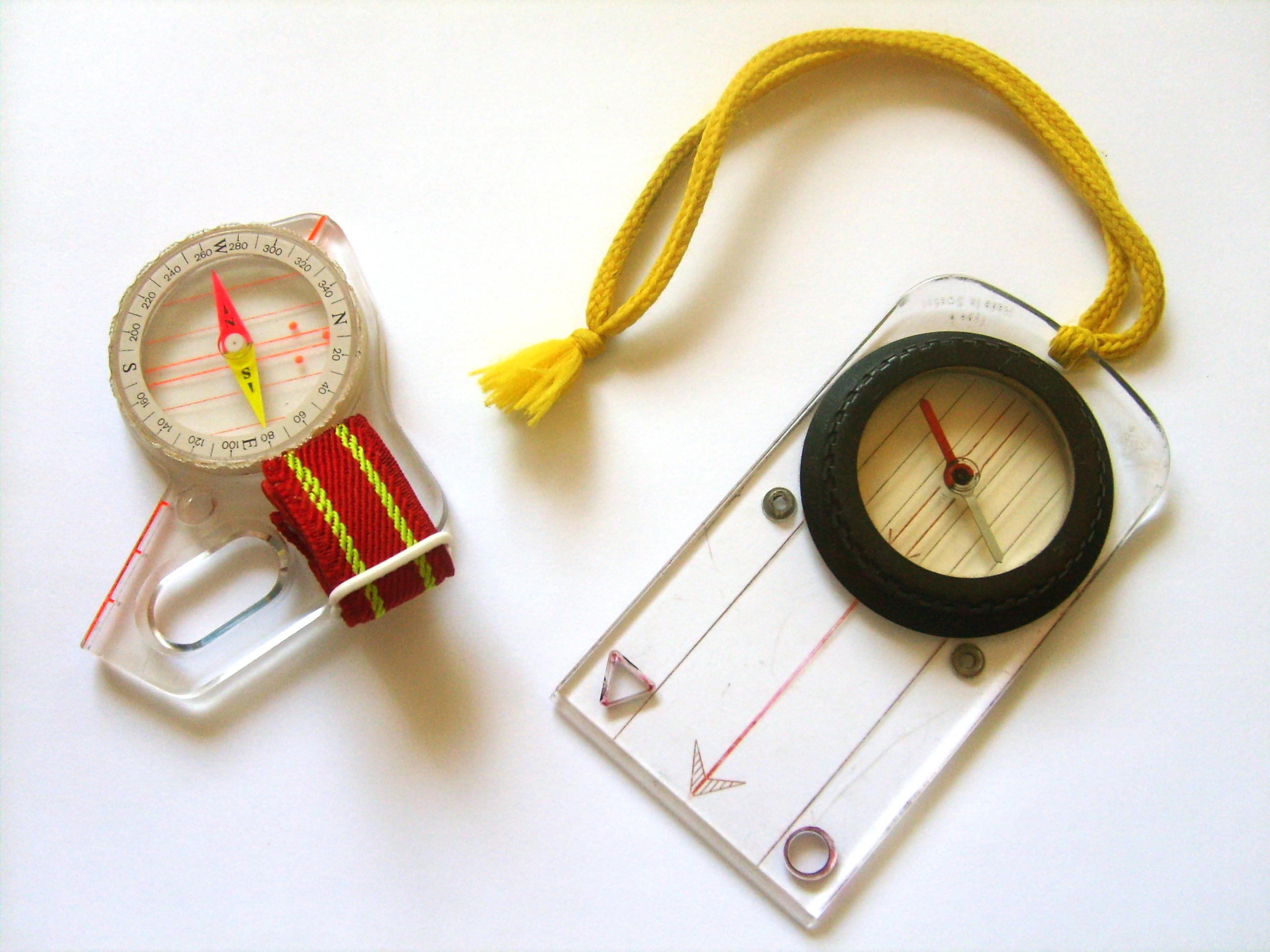
Busola folosită în traseu

## Echipament
Echipamentul de bază folosit în orientarea sportivă include de obicei o busolă, o hartă, echipament outdoor adecvat, ochelari pentru protecția ochilor; sunt interzise dispozitivele GPS sau alte sisteme de navigație electronică.

### Busola
Busola este formată dintr-o capsulă transparentă și etanșă ce conține un lichid în care se rotește, fixată pe un pivot, o sageată magnetizată ce indică Polul Nord. Capsula este gradată de la 0° la 360°, puncte care coincid între ele și cu Nordul busolei. Placa pe care este fixată capsula are și ea linii indicatoare care arată direcția de mers. Se poartă de obicei atașată de încheietura mâinii.

### Harta

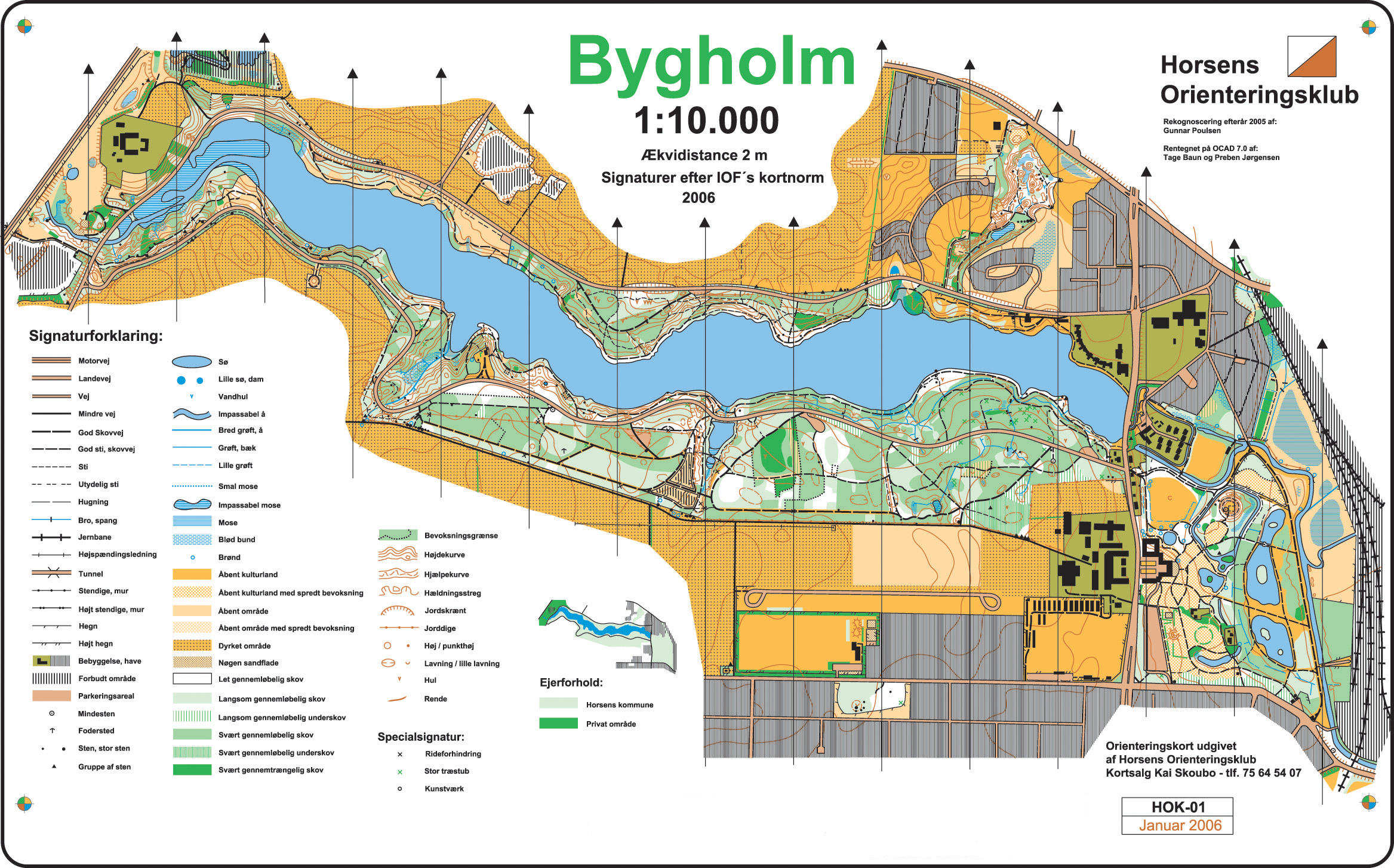
O hartă de orientare

În concursurile de orientare se folosesc hărți speciale numite hărți de orientare. Acestea sunt hărți topografice mai detaliate decât hărțile obișnuite. De obicei se folosesc hărți cu scara 1:15000 sau 1:10000. Simbolurile de pe hartă sunt standardizate internațional și pot fi recunoscute de orice sportiv indiferent de limba sa maternă. Harta este protejată de o mapă transparentă. În cazul orientării mountain biking harta este pe un suport fixat pe ghidonul bicicletei.

## Traseul
Pe hartă, traseul este desenat cu roșu. Locul de start este indicat cu un triunghi, posturile de control cu cercuri, iar locul de sosire cu un cerc dublu. În teren, posturile de control sunt marcate cu fanioane speciale alb-roșii.

## Fișa de descriere a posturilor
La start, sportivul primește o fișă care descrie reperele din teren unde sunt așezate posturile. Fișa are format standardizat internațional.

## Fișa de control
Orice concurent trebuie să aibă o fișă de control pe care o prezintă la start, o validează în fiecare post și o predă la sosire. Pentru validare, în posturi există compostoare cu ace sau, mai nou, electronice.